# 藤田みどり
藤田 みどり（ふじた みどり、1946年5月9日 - ）は、日本の女優。東京都出身。

## 経歴
1970年、劇団欅に入団。1971年、『呪いの館 血を吸う眼』にて映画デビュー。翌1972年、当時同じ劇団欅に所属していた俳優・岡田眞澄と結婚。その後、俳優兼DJの岡田眞善（長男）ら3人の息子をもうけるが、1994年9月5日に離婚。

## 出演

### テレビ
- 意地悪ばあさん（1967年 - 1969年、読売テレビ）
- 愛の珊瑚礁（1968年、日本テレビ）
- もうれつ大家族（1969年、フジテレビ）
- 鞍馬天狗（1969年）
- 五番目の刑事 第19話「夜霧よ、私にキスして」（1970年2月12日、NET / 東映） - 八重子
- 男は度胸（1970年）
- 鬼平犯科帳 第61話「あほうがらす」（1970年、NET / 東宝） - おたよ
- ザ・ガードマン (TBS)
第294話「ハレンチ奥さんの完全犯罪」（1970年）
第305話「怪談・幽霊の出る女犯寺」（1971年）
第324話「ズッコケ娘にホトホトまいった」（1971年）
- 天下御免（1971年）
- ターゲットメン 第10話（1971年）
- プレイガール (東京12ch / 東映)
第142回「クリスマス殺人事件」 (1971年12月20日) - 百合
第153回「寝室に銃を向けろ」 (1972年3月6日) - 芳子
第177回「裸の女をナゼ狙う」 (1972年8月21日) - 緑
第197回「死んでも離さぬ熱い肌」 (1973年1月8日) - マヤ
- キイハンター (TBS / 東映)
第206話「華麗な死刑の部屋」（1972年3月11日）
第224話「デスマスクを愛した私」（1972年7月15日）
- おれは男だ!第39話（1972年）
- 眠狂四郎 第12話「鮮血は愛を染めた」（1972年）
- 花くらべ（1975年、東海テレビ）
- 新・女検事霞夕子
- はるちゃん3
- 北アルプス山岳救助隊・紫門一鬼
- 水戸黄門
- はぐれ刑事純情派

### 映画
- 呪いの館 血を吸う眼
- 別れの詩
- 八月の濡れた砂
- 音楽
- kamome

### 舞台
- ザ・ドリフ3/5
- SUMMER CANDLE
- 今日も暮れゆく…
- 友情
- 三人姉妹